# Uskoci

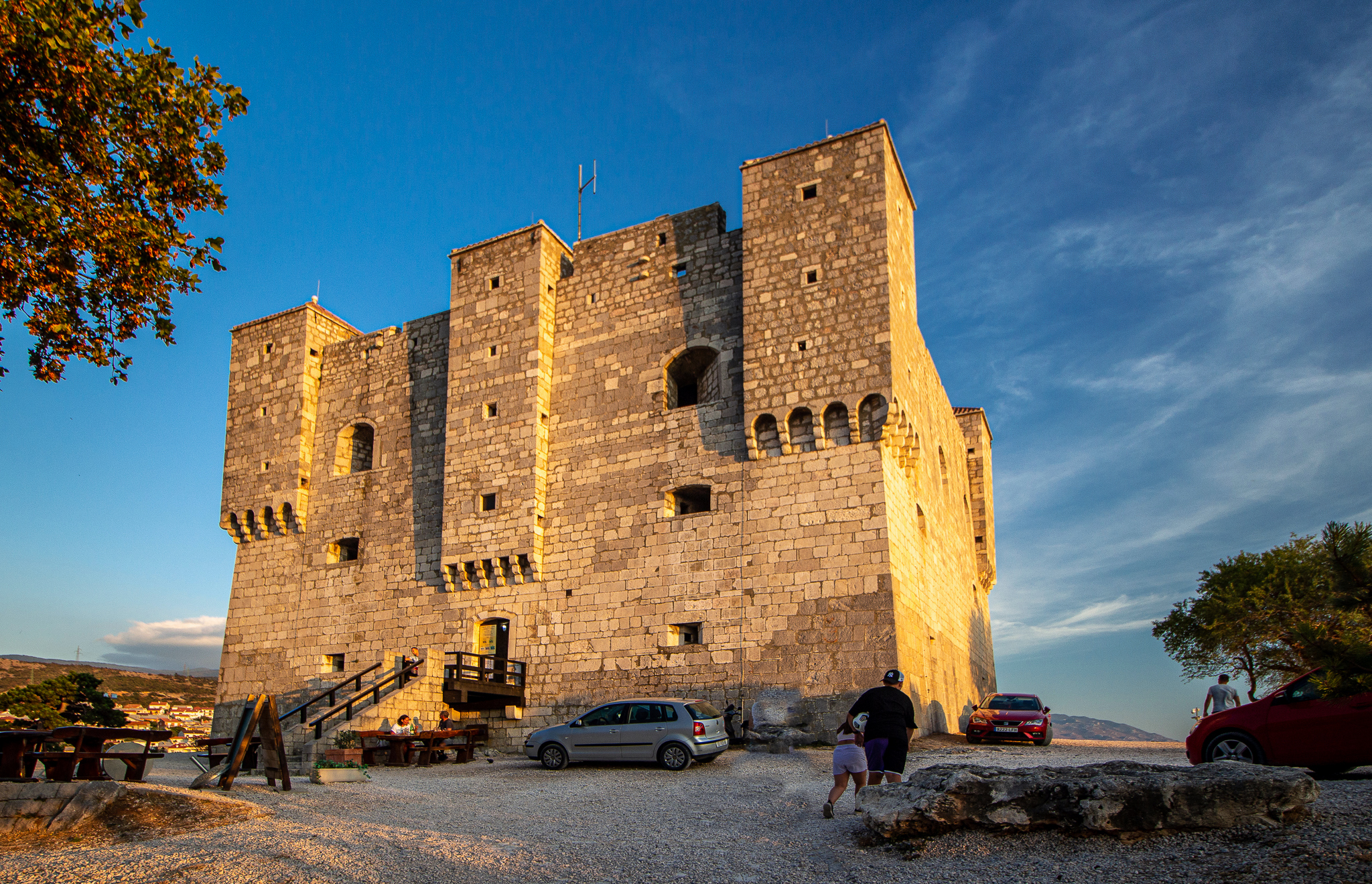
Pevnost Nehaj, zbudovaná uskoky v 50. letech 16. století na vrchu u pobřežního města Senj.

Uskoci byli členové polovojenských oddílů, které během období vlády Osmanské říše nad Balkánem napadali tureckou správu. Jednalo se především o příslušníky místních porobených národů. 
Na rozdíl od hajduků, kteří působili i v oblastech daleko od hranic s Habsburskou říší, uskoci působili pouze v pohraniční zóně, a to jak na souši, tak na moři, kde se proslavili svým pirátstvím. Rakouské území jim bylo dobrou základnou, kam „uskakovali“ z Turky okupované Bosny či Srbska. 
Podobně jako hajduci i uskoci získali mezi tehdejšími jižními Slovany poměrně pozitivní ohlas, který se projevil v literatuře i ústní lidové slovesnosti.

## Historie

### Rané období
Osmanské dobytí Bosny a Hercegoviny na počátku 16. století přinutilo velké množství etnických Chorvatů opustit své domovy, což ve městě Klis vedlo k vytvoření vojenské jednotky Uskoků. Mnoho uprchlíků z Hercegoviny, Dalmácie a Bosny, kteří utíkali před Osmany, se přidalo k řadám Uskoků. V roce 1522 převzali Habsburkové po vedením arcivévody Ferdinanda pohraniční území Senj a vytvořili zde státem řízenou Militärgrenze, neboli Vojenskou hranici. Rakouský císař Ferdinand I. zde zavedl systém kolonizace obránců podél Vojenské hranice a Uskokům byl za jejich služby slíben roční finanční příspěvek.
Díky své poloze byla pevnost Klis důležitou obrannou pozicí na trase, kudy mohli Osmané proniknout přes horskou bariéru oddělující pobřežní nížiny kolem Splitu v Chorvatsku od Osmany ovládané Bosny. Mnoho uprchlíků z osmanských oblastí se začalo usazovat podél tohoto území, aby unikli osmanským útokům. Křesťanský partyzánský odpor v osmansky okupovaných oblastech Dalmácie a Bosny způsobil, že tito lidé uprchli a usadili se nejprve v pevnosti Klis na Vojenské hranici a poté v Senji. Skupina těchto „Uskoků“ vedená chorvatským kapitánem Petarem Kružićem využila základnu v Klisu k obraně proti Osmanům i k provádění loupežných nájezdů a pirátství na pobřeží. Přestože formálně uznávali svrchovanost habsburského císaře Ferdinanda I., který v roce 1527 získal chorvatskou korunu, Kružić a jeho Uskokové si fakticky vládli sami.
Po smrti Petra Kružiće a vyčerpání zásob vody se obránci Klisu nakonec vzdali Osmanům výměnou za svobodu. Dne 12. března 1537 byla pevnost i město předány Osmanům, mnoho obyvatel odešlo a Uskokové se přesunuli do města Senj na adriatickém pobřeží, kde pokračovali v boji proti Osmanům. Pravděpodobně se začali shromažďovat v Senji již kolem roku 1520. Osmanské nájezdy a ničení přivedly do Senje místní obyvatele spolu s uprchlíky z habsburských zemí, Dalmácie, Dubrovnické republiky a Itálie.
V Senji se k Uskokům z Klisu brzy přidali další uprchlíci z Novi Vinodolski v severozápadním Chorvatsku, z Otočce na řece Gacka a z dalších chorvatských měst a vesnic. Nová pevnost Uskoků, chráněná horami a lesy, byla pro jízdu a dělostřelectvo nedobytná. Byla však ideální pro lehce vyzbrojené Uskoky, kteří byli mistry partyzánské války. Osmané zaměstnávali Martolose, aby bránili Uskokům pronikat na osmanské území, což se nicméně ukázalo jako neúčinné. Vzhledem k tomu, že Uskokové byli na souši pod kontrolou a zřídka dostávali svůj roční finanční příspěvek, uchýlili se k pirátství.
Velké galéry nemohly kotvit v senjském zálivu, který byl mělký a vystavený náhlým bouřím. Proto si Uskokové pořídili flotilu rychlých lodí, které byly dostatečně lehké, aby se dostaly do nejmenších zátok a říčních ústí Ilýrie. Tyto lodě jim umožnily provádět útoky na mnohé obchodní oblasti v Jaderském moři. Řady Uskoků se rozrůstaly, když se k nim přidávali psanci a uprchlíci všech národností. Nakonec celé město Senj žilo z pirátství. Výpravy byly žehnány v místním kostele a kláštery dominikánů a františkánů dostávaly desátky z kořisti.
Po válce Svaté ligy proti Osmanské říši v roce 1537 byla v roce 1539 uzavřena dohoda o příměří mezi Benátkami a Osmany. To vedlo k evakuaci všech Uskoků v roce 1541 z Dalmácie, kde během války bránili křesťanskou enklávu v horách. V následujících letech byli Habsburkové ve válečném stavu s Turky, což Uskokům umožnilo opakovaně podnikat nájezdy na Bosnu a Dalmácii. Uskokové v tom pokračovali až do roku 1547, kdy byl mezi oběma stranami uzavřen mír, což je donutilo hledat jiné způsoby obživy. Stejně jako ostatní slovanské piráty, ani území Uskoků nebylo vhodné pro zemědělství, což je opět přimělo k pirátství.

### Osmanská invaze a Benátky

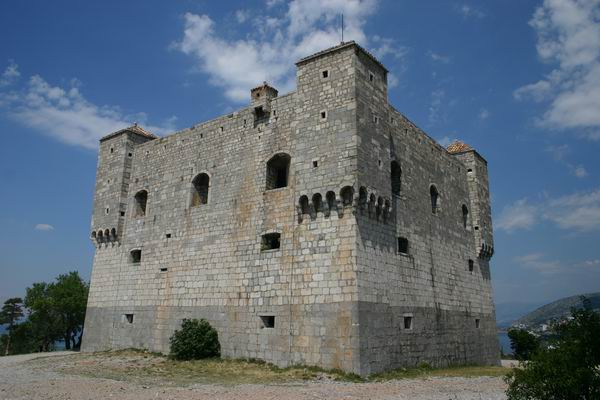
Pevnost Nehaj v Senji, postavená Ivanem Lenkovićem v roce 1558

Uskokové, kteří původně působili jako vnitrozemští piráti, se brzy přesunuli na moře, když si uvědomili plný potenciál geografické polohy Senje. Země byla chráněna hustými lesy a horami, zatímco rozeklané útesy u moře bránily válečným lodím ve vplutí. Moře v Kvarnerském zálivu bylo velmi rozbouřené, což představovalo navigační nebezpečí a poskytovalo další ochranu před nepřáteli. Uskokové zahájili útoky na osmanské lodě s čluny dostatečně velkými pro 30 až 50 mužů.
Po roce 1540 však Benátky začaly garantovat bezpečnost osmanských obchodních lodí a poskytovaly jim doprovod. Uskokové na to odpověděli drancováním benátských ostrovů Krk, Rab a Pag. Navíc využívali benátská území v Dalmácii jako odrazový můstek pro útoky proti Osmanům.

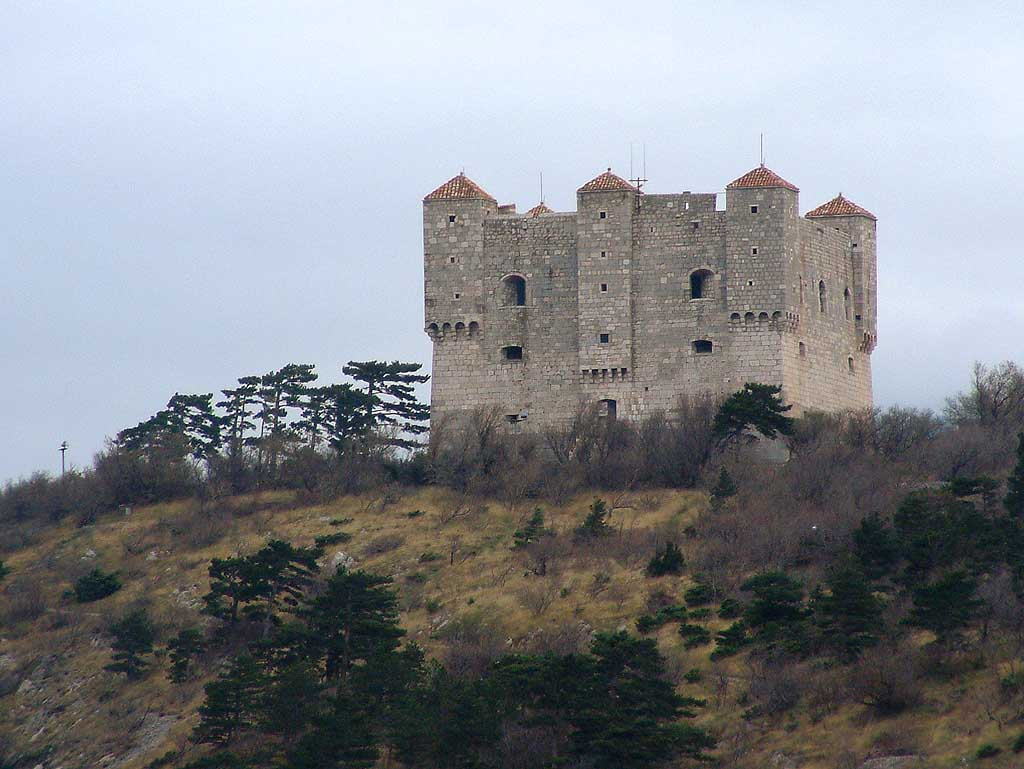
Další pohled na pevnost Nehaj v Senji

Po roce 1561 začali Uskokové útočit na křesťanské lodě v Dubrovníku, přičemž jejich počet nikdy nepřesáhl 2 000 mužů. K roku 1573 způsobovali Uskokové Benátkám značné obavy častými útoky, proti nimž se Benátky nedokázaly účinně bránit. V následujících letech se jejich pověst rozšířila, čímž se Senj stal útočištěm pro uprchlíky a psance všech národností.
Mezitím mohli korsáři z Řecka a Severní Afriky volně pořádat nájezdy na nechráněné jižní pobřeží Itálie. Benátky byly zavaleny stížnostmi od Osmanské říše, Vatikánu a neapolského místokrále a jeho panovníka, španělského krále. Benátská žádost o pomoc Rakousku měla jen malý úspěch, protože habsburský dvůr vnímal útoky Uskoků proti Osmanům jako přínosné. Benátský vyslanec v Grazu Minuccio Minucci uvedl, že část kořisti Uskoků – hedvábí, sametu a šperků – končila u dam arcidvorského dvora v Grazu, kde se vyjednávaly důležité záležitosti mezi Benátkami a Rakouskem.
Od roku 1577 se Benátky snažily zničit piráty, aniž by si znepřátelily Rakousko. Začaly najímat Albánce místo svých dalmatských posádek, které se obávaly odvety. Po určitou dobu Uskokové vyráželi na moře pouze v noci, během zimy a za bouřlivého počasí.
V roce 1592, po pádu Bihaće, vpadla silná osmanská armáda hlouběji do Chorvatska s cílem dobýt Senj. Pod vedením Telliho Hasana Paši, bejlerbeje Bosny, Osmané dobyli několik uskokských osad, přičemž mnoho obyvatel bylo zabito nebo odvlečeno do otroctví. Následujícího roku však byla osmanská armáda poražena a rozprášena. Rakousko bylo tehdy v konfliktu s Osmany a benátský admirál Giovanni Bembo zablokoval Terst a Rijeku (Fiume), kde Uskokové prodávali kořist. Byly také postaveny dvě pevnosti k ovládání přístupů ze Senje na otevřené moře.
V roce 1600 byl senjským knížetem Mickael Radic. Tento šlechtic z rodu Radiců, který pocházel z regionu Lika, byl jmenován vévodou a knížetem senjským 1. prosince 1600 králem Rudolfem v Grazu. Členové rodiny Radiců byli významnými vojenskými vůdci Uskoků v jejich hlavním sídle v Senji.

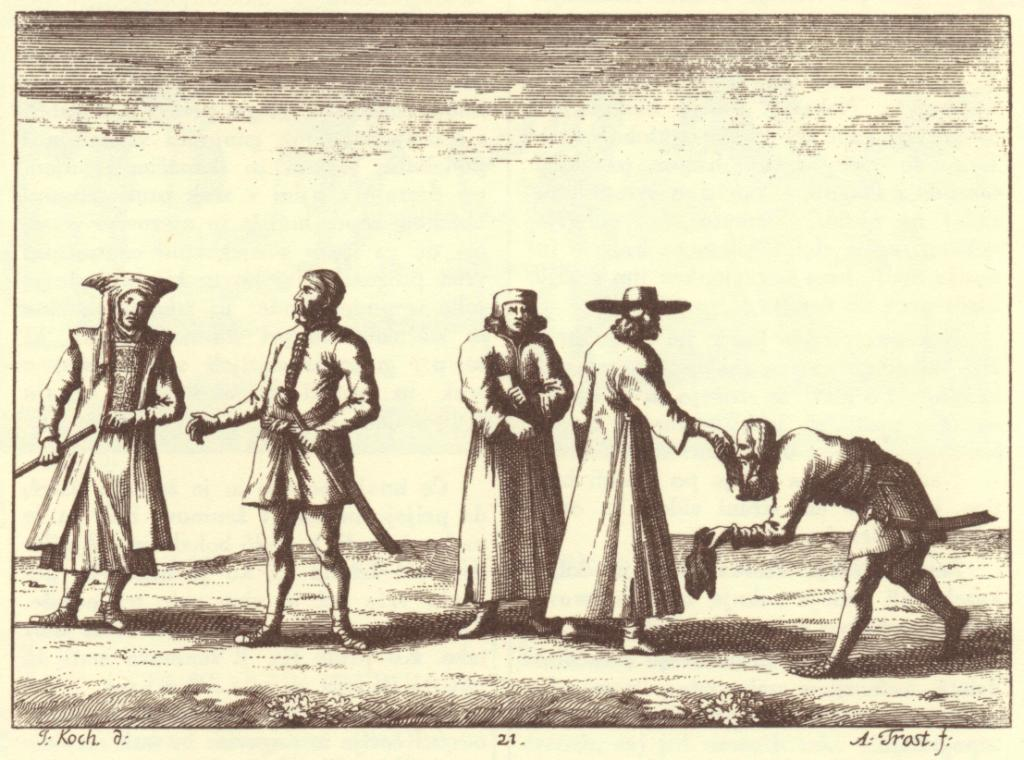
Kraňští Uskokové na rytině Johanna Weikharda von Valvasora, Sláva Kraňského vévodství, 17. století

Nájezd Uskoků na Istrii vedl k dohodě mezi Benátkami a Rakouskem, na jejímž základě byl hrabě Joseph von Rabatta jmenován správcem Senje a hlavním vyjednávačem s Benátčany. Rabatta dorazil do Senje v roce 1600 s početnou vojenskou eskortou a začal vládnout tvrdou rukou. Mnoho Uskoků bylo popraveno oběšením nebo posláno bojovat proti Osmanům, čímž dal Rabatta jasně najevo svou přízeň Benátkám. Brzy však ztratil vojenskou podporu a Uskokové využili situace k jeho svržení. Rabatta byl nakonec v lednu 1602 zabit a Senj se vrátil do normálního stavu. Uprchlí Uskokové se vrátili do města a obnovili své pirátské nájezdy.

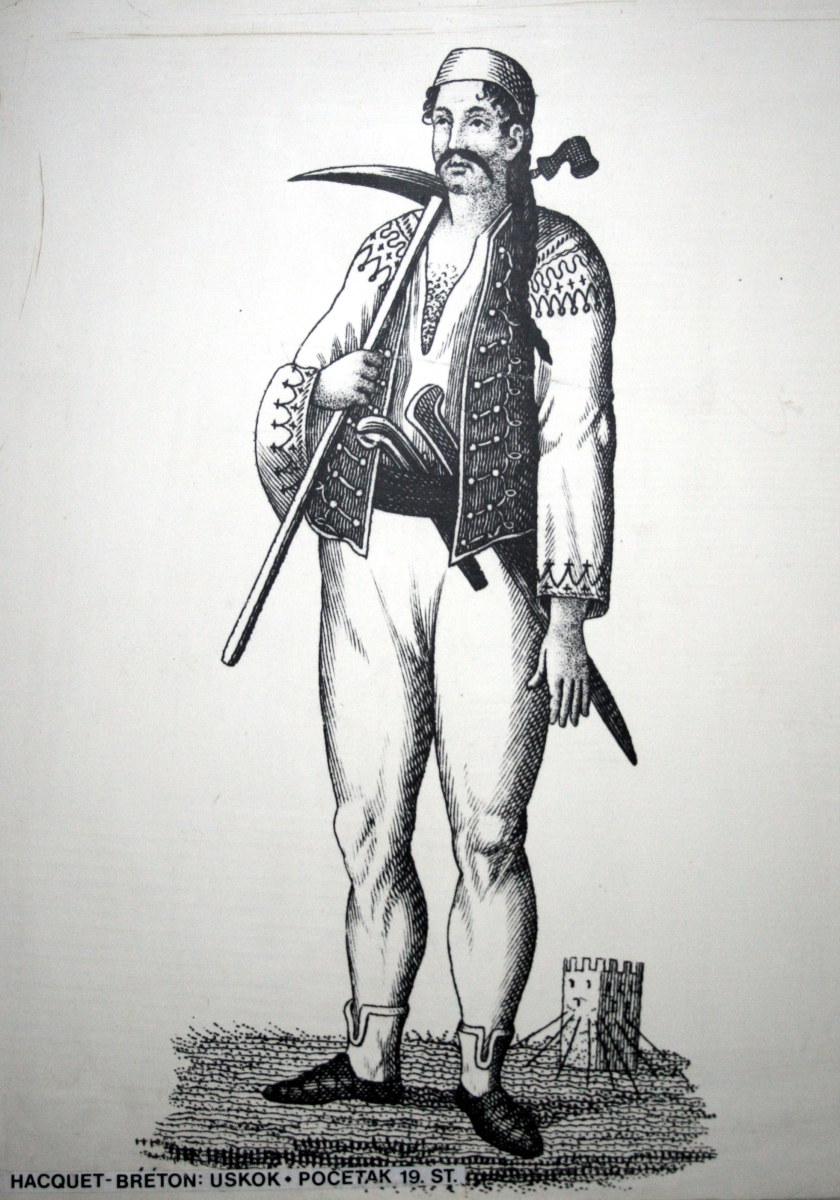
Kresba Uskoka z 19. století, Muzeum města Záhřebu

Až do roku 1611 byli Uskokové relativně nevyrušovaní. Pirátství bylo sice oficiálně zakázáno, ale bylo tolerováno, aby se Habsburkové vyhnuli placení finančních subvencí Senjanům. Na jaře 1613 zachytila benátská eskadra uskokskou flotilu v reakci na četné stížnosti. Jak se uvádí, šedesát Uskoků bylo sťato a jejich hlavy byly vystaveny na náměstí sv. Marka v Benátkách.
V odpovědi na tuto událost zajali Uskokové benátskou galéru, povraždili posádku a údajně použili krev obětí k dochucení svého chleba.
Takové činy pokračovaly až do roku 1615, kdy uskokské pirátství eskalovalo natolik, že vedlo k otevřené válce mezi Benátkami a Rakouskem. Benátky, frustrované nečinností Habsburků vůči Uskokům, zahájily útok poté, co arcivévoda Ferdinand Štýrský odmítl Uskoky potrestat.
Na podzim roku 1617 byla podepsána mírová smlouva, která stanovila rozpuštění Uskoků a zničení jejich lodí a pevností. Dohoda mezi Habsburky a Benátkami z roku 1618 vedla k vyhnání Uskoků ze Senje, což způsobilo migraci uskokských rodin do vnitrozemí.

## Významní uskoci
- Petr Kružić
- Ivan Lenković
- Nikola Jurišić
- Petar Mrkonjić
- Ivo Senjanin